# Treptowers
Treptowers — комплекс сооружений в бывшем округе Трептов, ныне городском районе Берлина, Германия. Строительство завершено в 1998 году. Комплекс расположен на берегу реки Шпрее. Название Treptowers является словослиянием немецкого слова Treptow и английского слова towers.

## Происхождение и архитектура
Комплекс Treptowers состоит из четырёх зданий и является результатом архитектурного конкурса, проведённого в 1993 году и выигранного архитектором Герхардом Шпангенбергом. Детальная планировка и застройка были проведены партнёрством архитекторов Швегена и Райхеля со Стаутом из Брауншвейга. В качестве разработчика проекта и наблюдателя за строительством к Urban GmbH & Co. присоединился Роланд Эрнст. Окончательная стоимость строительства составила 500 миллионов евро.
Здания были сооружены на месте бывшего комплекса сооружений завода электрооборудования, который был построен AEG в 1926 году. После Второй мировой войны завод был национализирован VEB «Завод электрооборудования Berlin-Treptow» государственной компанией в ГДР, и производство продолжилось до 1995 года.
Здания имеют квадратный план с фасадом из стекла и стали, хотя каждое здание имеет каменные элементы фасада для создания единого архитектурного ансамбля с соседними зданиями. Hochhaus Treptower является самым высоким зданием в Берлине (125 метров) наряду со зданием гостиницы Park Inn by Radisson Berlin Alexanderplatz.
Самая высокая из башен является характерным символом берлинской панорамы. Знак компании Allianz, расположенный на крыше башни, виден с большого расстояния во всех направлениях. Изначально буквы знака были 15 метров высотой, но были заменены на восьмиметровые из-за возможных помех воздушному движению.
Напротив комплекса Treptowers на реке Шпрее располагается тридцатиметровая скульптура Molecule Man Джонатана Борофски. Три фигуры скульптуры символизируют три округа Берлина: Трептов, Кройцберг и Фридрихсхайн. В комплексе также размещается постоянная выставка 500 работ современных художников.
В здании располагается офис Федерального ведомства уголовной полиции Германии.